# 南湖街道 (武汉市)
南湖街道，是中国湖北省武汉市武昌区的一个街道，办事处驻南湖花园温馨苑12栋。人口9942人，面积2.64平方千米，下辖以下地区：
华锦社区、中央花园社区、祥和社区、宝安社区、都市桃源社区、宁松社区和水域天际社区。